# 克达斯-杜伊瓜苏
克达斯-杜伊瓜苏是巴西巴拉那州的一个市镇。总面积840.4平方公里，总人口31572人，人口密度37.6人/平方公里。